# Mieszkowice (Prudnik)
Mieszkowice (deutsch Dittmannsdorf) ist ein Ort in der Gmina Prudnik im Powiat Prudnicki in der polnischen Woiwodschaft Oppeln.

## Geographie

### Geographische Lage
Das Waldhufendorf Mieszkowice liegt im Süden der historischen Region Oberschlesien. Der Ort liegt etwa zehn Kilometer nordwestlich des Gemeindesitzes und der Kreisstadt Prudnik und etwa 57 Kilometer südwestlich der Woiwodschaftshauptstadt Opole.
Mieszkowice liegt in der Nizina Śląska (Schlesische Tiefebene) innerhalb der Płaskowyż Głubczycki (Leobschützer Lößhügelland). Westlich des Ortes fließt die Steinau (Ścinawa Niemodlińska). Südwestlich des Orts erstreckt sich das Zuckmanteler Bergland (Góry Opawskie). Westlich des Ortes verläuft die Bahnstrecke Krnov–Głuchołazy.

### Nachbarorte
Nachbarorte sind Rudziczka (Riegersdorf) im Osten, Szybowice (Schnellewalde) im Süden, Lipowa  (Lindewiese) im Nordwesten und Piorunkowice (Schweinsdorf) im Nordosten.

## Geschichte

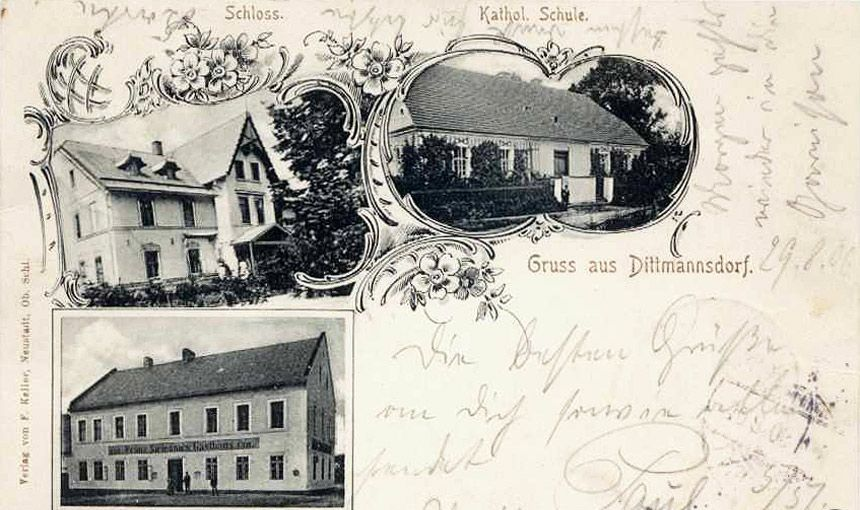
Alte Postkarte von Dittmannsdorf (1906)

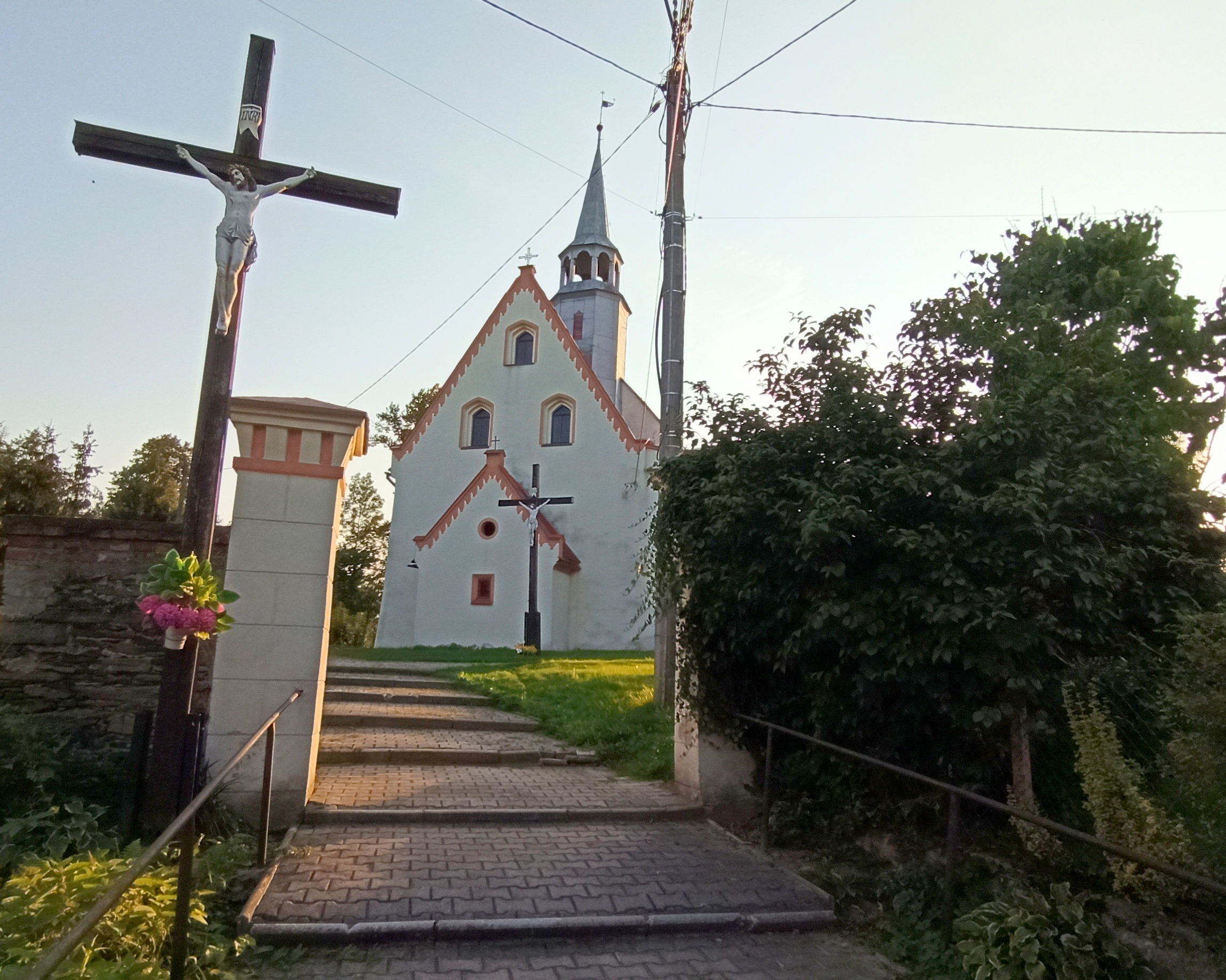
Georgskirche

Dittmannsdorf wurde in der zweiten Hälfte des 13. Jahrhunderts als Waldhufendorf angelegt und mit deutschen Kolonisten besiedelt. Erstmals erwähnt wurde der Ort 1464 als Ditmarsdorff.
Nach dem Ersten Schlesischen Krieg 1742 gelangte Dittmannsdorf mit dem größten Teil Schlesiens an Preußen.
Nach der Neuorganisation der Provinz Schlesien gehörte die Landgemeinde Dittmannsdorf ab 1816 zum Landkreis Neustadt O.S. im Regierungsbezirk Oppeln. 1841 wurde im Ort eine katholische Schule eingerichtet. 1845 bestanden im Dorf ein Vorwerk, eine Kirche, eine evangelische Schule, eine katholische Schule, zwei Wirtshäuser sowie weitere 218 Häuser. Im gleichen Jahr lebten in Dittmannsdorf 1246 Menschen, davon 480 katholisch. 1855 lebten 1707 Menschen in Dittmannsdorf. 1865 bestanden im Ort 71 Bauer-, 5 Gärtner- und 97 Häuslerstellen sowie zwei Erbscholtiseien und eine Mühle. Die katholische Schule wurde im gleichen Jahr von 81 Schülern besucht. Die evangelischen Gläubigen waren nach Schnellwalde eingepfarrt. Die örtliche evangelische Schule wurde 1865 von 140 Schülern besucht. 1874 wurde der Amtsbezirk Dittmannsdorf gegründet, welcher aus den Landgemeinden Dittmannsdorf und dem Gutsbezirk Dittmannsdorf bestand. Erster Amtsvorsteher war der Rittergutsbesitzer und Kgl. Premierlieutenant Paul Plewig. 1885 zählte Dittmannsdorf 1141 Einwohner.
1933 lebten in Dittmannsdorf 866 sowie 1939 816 Menschen. Bis 1945 befand sich der Ort im Landkreis Neustadt O.S.
Im März 1945 floh die Bevölkerung vor den sowjetischen Truppen in Richtung Ludwigsdorf bei Bad Ziegenhals. Ein Teil der Flüchtenden kehrte im Mai wieder nach Dittmannsdorf zurück. Im Juli und August 1945 besetzen polnische Siedler die leeren Bauernhöfe in Dittmannsdorf. Am 1. Juli 1946 erfolgte die Vertreibung der restlichen Deutschen.
1945 kam der bisher deutsche Ort unter polnische Verwaltung und wurde in Mieszkowice umbenannt und der Woiwodschaft Schlesien angeschlossen. 1950 kam der Ort zur Woiwodschaft Oppeln. 1999 kam der Ort zum Powiat Prudnicki.

## Sehenswürdigkeiten

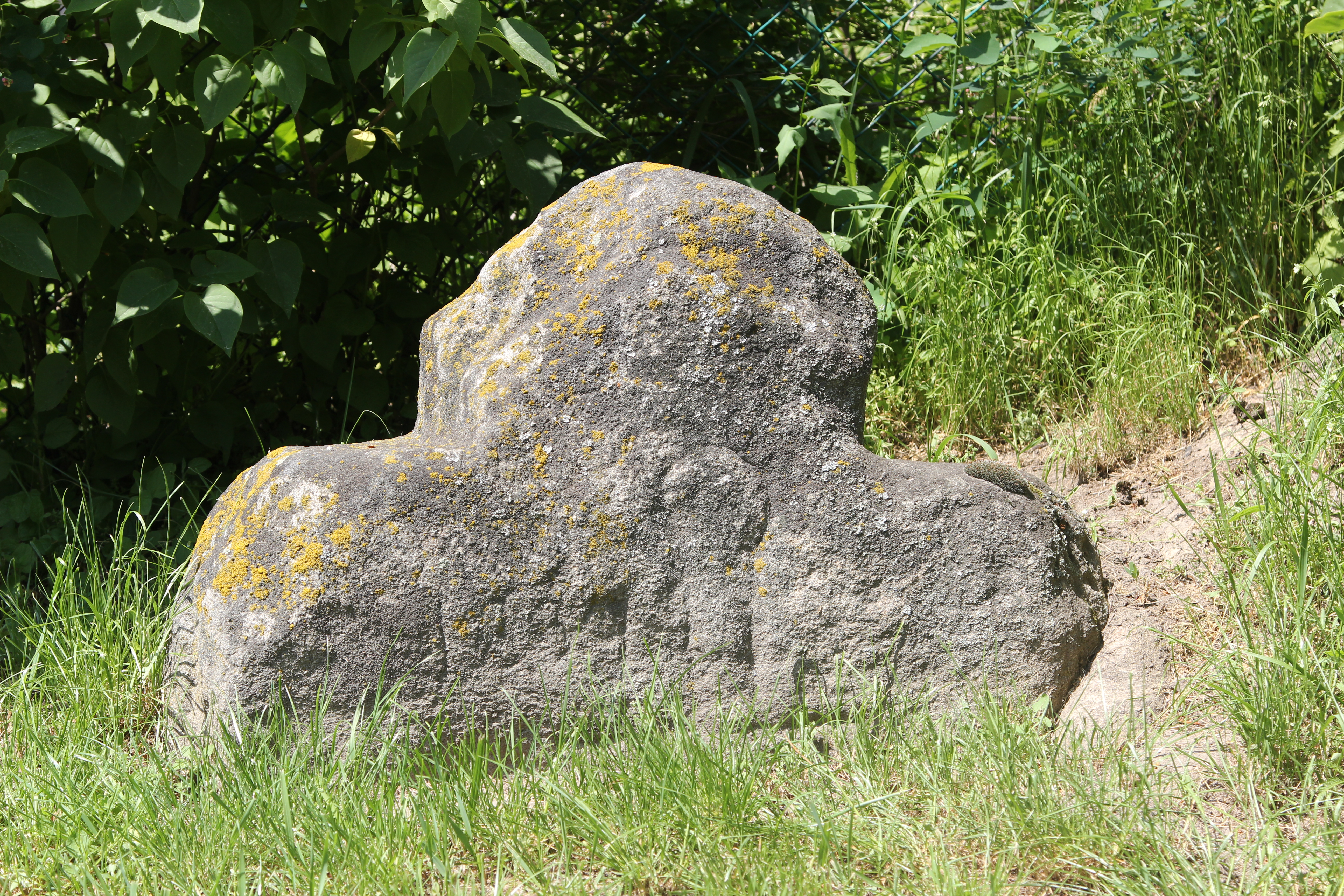
Sühnekreuz

- Die römisch-katholische Kirche St. Georg (poln. Kościół św. Jerzego) wurde erstmals 1465 erwähnt. Der heutige Bau stammt aus dem Jahr 1586 und wurde zunächst durch die protestantische Gemeinde genutzt. 1629 ging die Kirche an die katholische Gemeinde im Ort.[1] Seit 1955 steht das Gotteshaus unter Denkmalschutz.[9]
- Steinerne Wegekapelle mit Glockenturm
- Steinerne Wegekapelle mit Marienstatue
- Hölzernes Wegekreuz
- Sühnekreuz

## Vereine
- Freiwillige Feuerwehr OPS Mieszkowice
- Sportverein LZS Mieszkowice

## Persönlichkeiten
- Johannes Schneider (1824–1876), katholischer Pfarrer